# Elephantomyia (Elephantomyia) corniculata
Elephantomyia (Elephantomyia) corniculata is een tweevleugelige uit de familie steltmuggen (Limoniidae). De soort komt voor in het Neotropisch gebied.